# 몬테네그로 왕국
몬테네그로 왕국(세르비아어: Краљевина Црнa Горa, Kraljevina Crna Gora 크랄례비나 츠르나고라)이라는 국명은 1910년 8월 27일에 니콜라 1세의 즉위 50주년을 기념하기 위해 1852년부터 사용되어 온 몬테네그로 공국(세르비아어: Књажевина Црнa Горa 크냐제비나 츠르나고라)이라는 국명을 새로 바꾼 것이다. 이 나라는 1918년 11월 28일에 세르비아에 합병되었다. 몬테네그로 역사에서 유일한 왕인 니콜라 1세는 페트로비치네고시 가(세르비아어: Петровић-Његош, Petrović-Njegoš)에 속하였다.

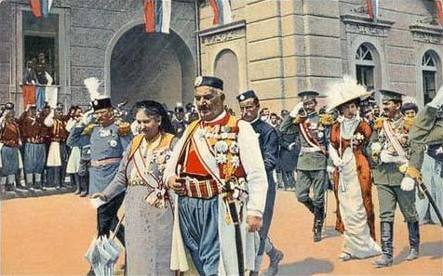
즉위 50년을 기념하는 행사에서.

니콜라 1세는 제1차 발칸 전쟁과 제2차 발칸 전쟁에 참전하였다. 1914년 제1차 세계 대전 때에는 세르비아와 같이 싸웠다. 그러나, 세르비아가 1915년 동맹국에게 국토를 빼앗기자, 몬테네그로도 이듬해 동맹국에 항복했다. 그러나, 이들은 1918년 후반에 국토를 수복하게 된다. 몬테네그로군은 전쟁기간 동안 3천 명이 전사, 1만 명의 부상자를 냈다.
종전 후, 세르비아에 합병되어 '세르비아인 크로아티아인 슬로베니아인 왕국'이 되었다. 이후, 유고슬라비아 왕국으로 국호가 바뀌었다.
오늘날 몬테네그로는 이 시절의 몬테네그로 왕국을 계승하고 있다는 입장이다.

## 같이 보기
- 몬테네그로의 역사
- 몬테네그로 공국

1. ↑  1916–1922: 망명정부
2. ↑  Constitution of the Principality of Montenegro, 1905, Article 40, "Paragraph 1: State religion in Montenegro is Eastern-Orthodox. Paragraph 2: Montenegrin Church is Autocephalous. It is independent from any other Church, but maintains dogmatic unity with Eastern-Orthodox Ecumenical Church. Paragraph 3: All other recognized religions are free in Montenegro.